# Berryz工房コンサートツアー 2008秋 〜ベリコレ!〜
『Berryz工房コンサートツアー 2008秋 〜ベリコレ!〜』（ベリーズこうぼうコンサートツアー にせんはちあき 〜ベリコレ!〜）は、2008年9月6日から11月1日まで開催されたBerryz工房のコンサート・ツアーである。

## 日程
- 9月6日・7日 八王子市民会館
- 9月13日 ハーモニーホール座間
- 9月15日 中京大学文化市民会館オーロラホール
- 9月21日 神戸国際会館こくさいホール
- 9月28日 群馬県民会館
- 10月11日・12日 中野サンプラザ
- 10月19日 東京厚生年金会館
- 11月1日 富士市文化会館ロゼシアター

## DVD
『Berryz工房コンサートツアー 2008秋 〜ベリコレ!〜』（2008年12月17日）
2008年10月12日に中野サンプラザにて行われたコンサートを収録した。
1. OPENING
2. HAPPY! Stand Up
3. MC
4. この指とまれ!
5. 行け 行け モンキーダンス
6. VTR 映像（メンバー紹介）
7. 笑っちゃおうよ BOYFRIEND
8. MC
9. ガキ大将
10. ジンギスカン
11. MC
12. バカにしないで （歌：清水佐紀・夏焼雅・熊井友理奈・菅谷梨沙子）
13. Ah Merry-go-round （歌：清水佐紀・嗣永桃子）
14. 恋の呪縛
15. 夢を一粒〜Berryz仮面 Endingテーマ〜 （歌：Berryz仮面）
16. MC｢ベリーズ漫才｣ （清水佐紀・嗣永桃子・須藤茉麻・夏焼雅）
17. REAL LOVE （歌：菅谷梨沙子）
18. 恋してる時はいつも･･･ （歌：清水佐紀・嗣永桃子・須藤茉麻・夏焼雅・菅谷梨沙子）
19. MC
20. 21時までのシンデレラ （歌：徳永千奈美・熊井友理奈）
21. 秘密のウ・タ・ヒ・メ
22. CLAP!
23. MC
24. 素肌ピチピチ
25. 付き合ってるのに片思い
26. 友情 純情 oh 青春